# Stictogargetta umbrina
Stictogargetta umbrina är en fjärilsart som beskrevs av Sergius G. Kiriakoff 1974. Stictogargetta umbrina ingår i släktet Stictogargetta och familjen tandspinnare. Inga underarter finns listade i Catalogue of Life.